# Mimalblymoroides
Mimalblymoroides är ett släkte av skalbaggar. Mimalblymoroides ingår i familjen långhorningar.
Kladogram enligt Catalogue of Life:
| Mimalblymoroides | \| \| Mimalblymoroides freudei \| \| \| \| \| \| Mimalblymoroides heinrichi \| \| \| \| \| \| Mimalblymoroides kaszabi \| \| \| \| \| \| Mimalblymoroides spinipennis \| \| \| \| |
|                  | \| \| Mimalblymoroides freudei \| \| \| \| \| \| Mimalblymoroides heinrichi \| \| \| \| \| \| Mimalblymoroides kaszabi \| \| \| \| \| \| Mimalblymoroides spinipennis \| \| \| \| |
|                  | Mimalblymoroides freudei |
|                  | |
|                  | Mimalblymoroides heinrichi |
|                  | |
|                  | Mimalblymoroides kaszabi |
|                  | |
|                  | Mimalblymoroides spinipennis |
|                  | |